# Beatrix von Savoyen (Provence)

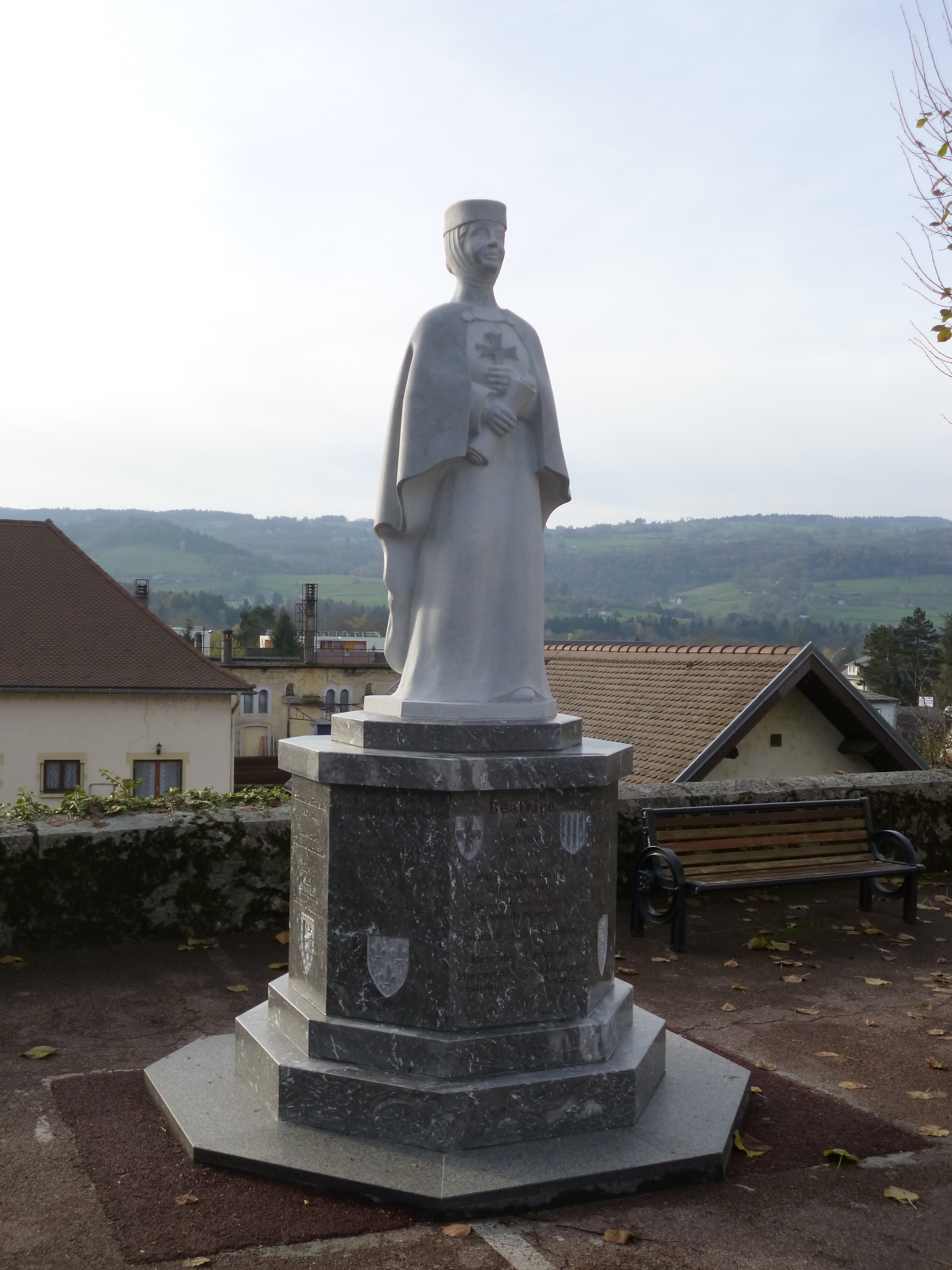
Denkmal für Beatrix von Savoyen in Les Échelles

Beatrix von Savoyen (* um 1200; † 17. Januar 1265 in Les Échelles) war eine Adlige aus dem Königreich Arelat. Sie ist vor allem als Mutter ihrer vier Töchter bekannt, die alle durch Heirat Königin wurden. Sie war eine willensstarke Frau, die sich dank ihrer Energie und Intelligenz sowohl als Ehefrau wie als Witwe behaupten und eine Rolle in der internationalen Politik spielen konnte.

## Herkunft
Beatrix entstammte dem Haus Savoyen. Sie war die ältere der beiden Töchter von Graf Thomas I. von Savoyen und dessen Frau Margarete von Genf. Ihr Vater war als Graf von Savoyen ein führender Adliger im Nordwestalpenraum, der zu dieser Zeit zum Königreich Arelat und damit zum Römisch-Deutschen Reich gehörte. Neben einer jüngeren Schwester hatte sie mindestens acht Brüder.

## Heirat mit dem Grafen der Provence
Nach mittelalterlichen Chronisten war Beatrix für ihre Schönheit und für ihren Charme berühmt. Im Juni 1219 vereinbarte ihr Vater mit den Bischöfen Bienheureux Didier de Lans von Die und Bertrand d’Aix von Antibes, die dem Regentschaftsrat für den minderjährigen Graf Raimund Berengar V. von der Provence angehörte, die Verlobung von Beatrix mit dem Grafen. Das Erbe des jungen Grafen wurde sowohl von den Besitzansprüchen seiner Vasallen wie auch seiner Nachbarn bedroht, weshalb sich der Regentschaftsrat von der Heirat eine tatkräftige Unterstützung durch den kämpferischen Grafen von Savoyen versprach. Die Heirat fand vermutlich kurz nach der Verlobung statt. Mit ihrem Mann hatte Beatrix vier Töchter:
- Margarete von der Provence (um 1222–1295) ⚭ Ludwig IX. von Frankreich
- Eleonore von der Provence (um 1223–1291) ⚭ Heinrich III. von England
- Sancha von der Provence (um 1225–1261) ⚭ Richard von Cornwall
- Beatrix von der Provence (1231–1267) ⚭ Karl von Anjou

## Einfluss in England
1234 heiratete Beatrix älteste Tochter Margarete den französischen König Ludwig IX. Ende der 1230er Jahre besuchte Beatrix vermutlich zusammen mit ihrem Bruder Philipp England, wo ihre Tochter Eleonore König Heinrich III. geheiratet hatte. Anfang 1243 reiste sie mit ihrer Tochter Beatrix, die mit  Richard von Cornwall, dem Bruder des englischen Königs verlobt war, nach Bordeaux und von dort im November weiter nach England. Dort schenkte ihr der englische König zur lebenslangen Nutzung das Gut von Feckenham in Worcestershire. Am 23. November fand die Heirat ihrer Tochter mit Richard von Cornwall in Westminster Abbey statt. In London verhandelte Beatrix im Namen ihres Mannes mit dem englischen König. Der König suchte die politische Unterstützung des Grafen von der Provence gegen den französischen König, und Beatrix erreichte, dass der König dem Grafen 4000 Mark lieh. Als Pfand sollte der englische König fünf Burgen in der Grafschaft Provence erhalten, die dieser aber faktisch nicht in Besitz nehmen konnte, so dass die Verhandlungen vor allem für den Grafen von der Provence vorteilhaft waren. Dann setzte sich Beatrix in England für Simon of Montfort ein, der mit einer Schwester des englischen Königs verheiratet war. Durch die Vermittlung von Beatrix gestand der König Montfort eine jährliche Pension von 500 Mark zu, so dass sich Montforts angespanntes Verhältnis zum König verbesserte.

## Machtkampf in der Provence
Im August 1245 starb Graf Raimund Berengar ohne männliche Nachkommen. In seinem Testament hatte er seine jüngste, unverheiratete Tochter Beatrix als Erbin eingesetzt und damit seine drei älteren, verheirateten Töchter von dem Erbe ausgeschlossen. Seiner Witwe Beatrix gestand er ein großzügiges Wittum mit den Herrschaften Forcalquier und Gap und mehreren Burgen zu. Sowohl Graf Raimond VII. von Toulouse wie auch Kaiser Friedrich II. versuchten nun, Beatrix und ihre Tochter in ihre Gewalt zu bringen, um so in den Besitz der Provence zu kommen. Der Kaiser wollte die jüngere Beatrix mit seinem Sohn Konrad verheiraten, während der Graf von Toulouse sie selbst heiraten wollte. Beatrix verschanzte sich mit ihrer Tochter in der Burg von Aix. Dort wurden die beiden Frauen Anfang 1246 von Karl von Anjou, einem Bruder des französischen Königs, und von Philipp von Savoyen entsetzt. Am 31. Januar 1246 heiratete Karl von Anjou wohl mit Einverständnis der verwitweten Gräfin die jüngere Beatrix und wurde somit Graf der Provence. Die Beamten des neuen Grafen versuchten gegen den Widerstand der lokalen Adligen dessen Herrschaft auszuweiten, und auch mit Beatrix gerieten sie über den Umfang ihres Wittums in Konflikt. Beatrix Besitzungen wurden zum Zentrum einer Opposition gegen Karl von Anjou, wobei sie von Barral des Baux, dem Herrn von Avignon unterstützt wurde. Als auch die Bürger der Städte Avignon und Marseille gegen Karl von Anjou rebellierten, stellte Papst Innozenz IV. Beatrix unter seinen Schutz und bestätigte die Rechtmäßigkeit ihrer Besitzungen. Angesichts dieses Widerstands machte Karl von Anjou den Städten und den Adligen Zugeständnisse und suche auch mit Beatrix eine Verständigung. Beatrix war dazu bereit, doch zuvor reiste sie 1247 nach England. Die englische Königin war vom Erbe ihres Vaters ausgeschlossen worden, doch Beatrix versicherte dem englischen König, dass er weiter im Besitz der ihm verpfändeten Burgen blieb. Dann kehrte sie in die Provence zurück, wo sie im März 1248 in Pontoise eine vorläufige Vereinbarung mit Karl von Anjou schloss. Da Karl von Anjou dann zu einem Kreuzzug aufbrach, schloss Beatrix im August 1248 mit seinen Vertretern in Beaucaire eine weitere Vereinbarung. In dieser wurden Beatrix erhebliche Einkünfte und Rechte zugestanden, ohne allerdings die Machtfrage in der Provence abschließend zu klären.

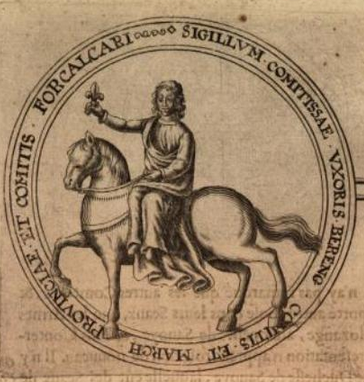
Darstellung des Siegels von Beatrix von Savoyen als Gräfin der Provence

Als der französische König nach seinem sechsjährigen Kreuzzug 1254 in Hyères in der Provence landete, suchte ihn Beatrix in Aix auf, um von ihm eine Entscheidung über die Machtfrage in der Provence zu erhalten. Sie beschuldigte die Beamten von Karl von Anjou, dass sie ihre Rechte nicht anerkannt hätten. In ihren Anschuldigungen wurde sie von ihrer Tochter Margarete, der französischen Königin unterstützt, die ihren Schwager Karl beschuldigte, ihr Erbe geraubt zu haben. Der König vertagte aber eine Entscheidung und nahm Beatrix mit nach Paris. Dort traf sie im Dezember 1254 ihre vier Töchter und ihre Brüder Thomas und Peter und feierte mit ihnen zusammen Weihnachten. Anschließend blieb sie in Paris, so dass sie Karl von Anjou die Macht in der Provence überließ. 1256 akzeptierte sie von ihm eine einmalige Zahlung von 5000 Livres tournois und dann eine jährliche Pension von 6000 Livres tournois. Im Gegenzug verzichtete sie auf ihre Burgen, Ländereien und Rechte in der Provence. Karl von Anjou musste dazu die Gefolgsleute von Beatrix begnadigen und ihre Rechte anerkennen.

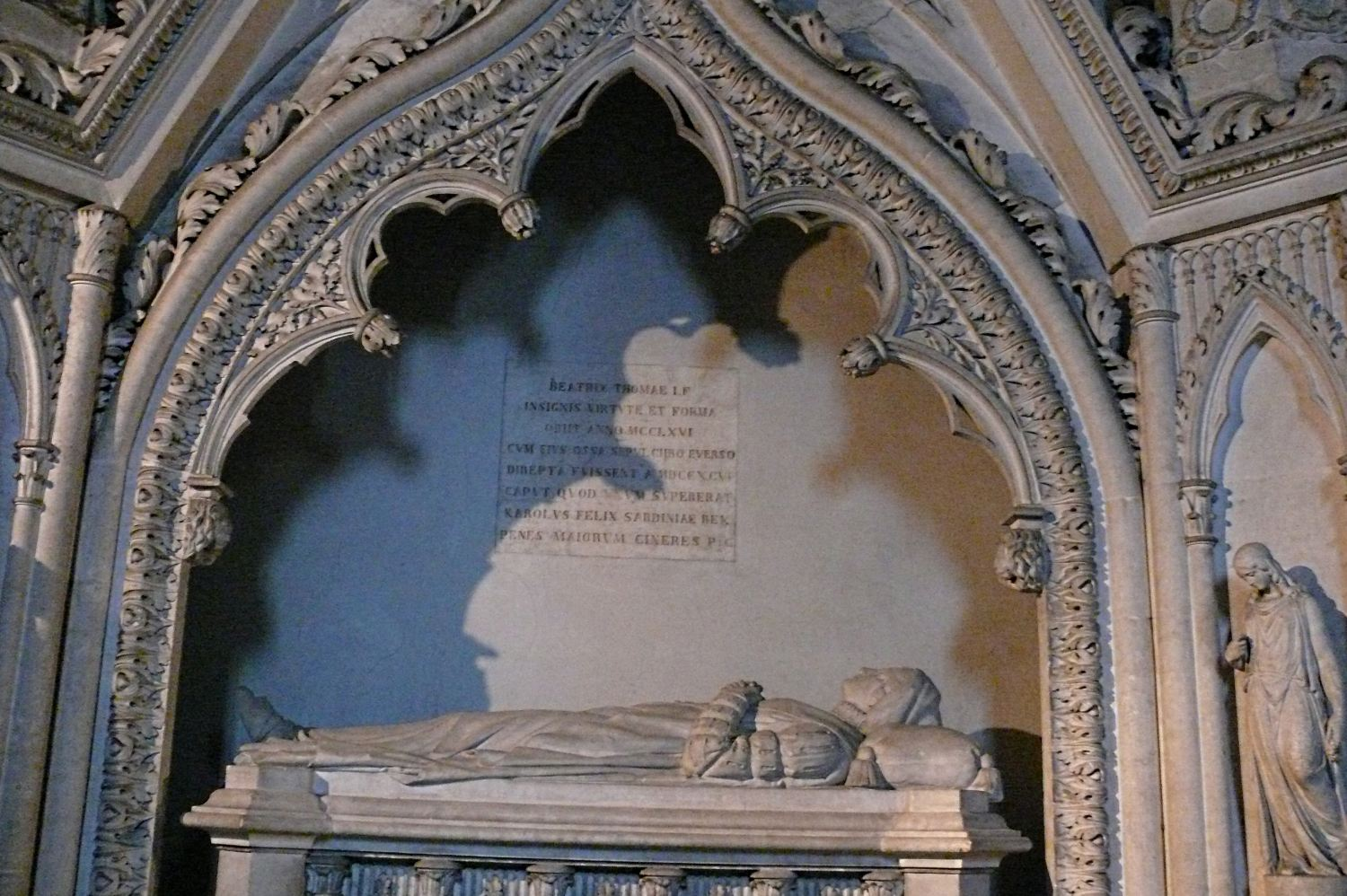
Grabdenkmal von Beatrix in Kloster Hautecombe

## Letzte Jahre und Tod
Nach ihrem Machtverzicht lebte Beatrix mit ihrem über 60 Personen umfassenden Haushalt im Hôtel de Nesle in Paris. 1255 hatte ihr ihre Mutter Margarete von Genf ihre Besitzungen in Savoyen übergeben. Möglicherweise war sie im Mai 1257 in Aachen, wo ihre Tochter Sancha zur römisch-deutschen Königin gekrönt wurde. Nach dem Tod ihrer Mutter 1258 entschloss sich Beatrix, ihren Lebensabend in Savoyen zu verbringen. Sie zog in die Burg Le Menuet bei Les Échelles. Die Burg lag an einer wichtigen Handelsstraße, so dass sie von Händlern und Reisenden weiterhin Nachrichten erhielt. Sie versuchte ernsthaft, den Zustand der Straßen und Wege zu Alpenpässen in ihren Besitzungen zu verbessern und ließ mehrfach Straßen und Brücken ausbessern. Im Juni 1259 stiftete sie ihre Besitzungen in Les Échelles dem Johanniterorden mit der Auflage, dort ein Hospital für Pilger und Reisende zu errichten. Im Juli 1262 nahm sie an dem Treffen von Heinrich III. und Ludwig IX. in Saint-Maur-des-Fossés teil, an dem auch die beiden Königinnen und ihre Brüder Peter und Philipp teilnahmen. Bei dieser Gelegenheit übergab sie ihre englischen Besitzungen an ihre Tochter Eleonore. Eleonore verpflichtete sich im Gegenzug, jährlich 100 Mark an das Hospital in Les Échelles zu zahlen. Im Januar 1264 nahm Beatrix am Mise of Amiens teil und traf dort erneut ihre Töchter und weitere Verwandte. In Amiens erkrankte sie schwer, worauf sie im März hastig ein Testament aufsetzte. Sie genas aber und konnte nach Savoyen zurückkehren. Dort setzte sie ein neues, sorgfältig geplantes Testament auf. In diesem bedachte sie ihre Angehörigen, mehrere Klöster, aber auch die Armen in Savoyen sowie 67 Angehörige ihres Haushalts mit Geldschenkungen. Eine große Summe vermachte sie für den Neubau einer Brücke über die Rhone bei Pierre Chatel sowie für die Reparatur mehrerer kleiner Brücken, die sie alle genau benannte. Wenige Monate später starb sie Anfang 1265 und wurde in der Familienstiftung Kloster Hautecombe beigesetzt.